# Antonow A-15
Die Antonow A-15 ist ein sowjetisches Segelflugzeug der Offenen Klasse.

## Entwicklung
Die Maschine war speziell für den Leistungssegelflug geschaffen worden, um den sowjetischen Anspruch hinsichtlich Spitzensport auch im Segelflug umzusetzen. Sie war aber auch für den Kunstflug zugelassen. Die Instrumentierung war auch für Wolkenflug vorgesehen, um für alle Ereignisse bei Rekordflügen gewappnet zu sein. Der Erstflug fand am 26. März 1960 statt. Mit diesem Typ wurden 1960 einige internationale Rekorde erflogen. So durchflog Michail Woretennikow ein 100-km-Dreieck mit 110 km/h. Die gebauten Maschinen waren nur für Spitzenpiloten vorgesehen.
Von den ca. 40 gebauten Maschinen wurden nur 2 Exemplare nach Ungarn, 1 Exemplar in die ČSSR und 1 Exemplar in die Niederlande exportiert. Aktuell fliegen noch 4 Stück, eine in Litauen, eine in Ungarn, eine in Deutschland (OK-Zulassung) und eine in den USA.

## Aufbau
Der ganz aus Metall gebaute Schulterdecker (selbsttragende Schalenbauweise) besaß als Besonderheit ein V-Leitwerk. Der Tragflügel war mit einem Laminarprofil und einem 50-l-Wassertank versehen. Das Fahrwerk besteht aus einem einziehbaren Hauptrad und einem Hecksporn. Als Landeklappen dienen Fowlerklappen, darüber hinaus befinden sich Spoiler in den Tragflächen.

## Technische Daten
| Kenngröße              | Daten                                                 |
| ---------------------- | ----------------------------------------------------- |
| Baujahre               | 1959–1967                                             |
| Spannweite             | 18,00 m                                               |
| Länge                  | 7,20 m                                                |
| Höhe                   | 1,16 m                                                |
| Flügelfläche           | 12,30 m²                                              |
| Flügelstreckung        | 26,40                                                 |
| V-Stellung             | 1°30´                                                 |
| Profil                 | NACA 64.618 (Flügelwurzel) NACA 63.616 (Flügelspitze) |
| Flächenbelastung       | 31,50–35,00 kg/m²                                     |
| Gleitzahl              | 40 bei 95 km/h                                        |
| Geringstes Sinken      | 0,63 m/s bei 90 km/h                                  |
| Leermasse              | 320 kg                                                |
| Startmasse             | 390 kg für Kunstflug, bis 460 kg für Rekordfüge       |
| Höchstgeschwindigkeit  | 250 km/h                                              |
| Mindestgeschwindigkeit | 65 km/h                                               |
| Landegeschwindigkeit   | 60 km/h mit ausgefahrenen Fowler-Klappen              |
| Besatzung              | 1                                                     |